# Урез воды

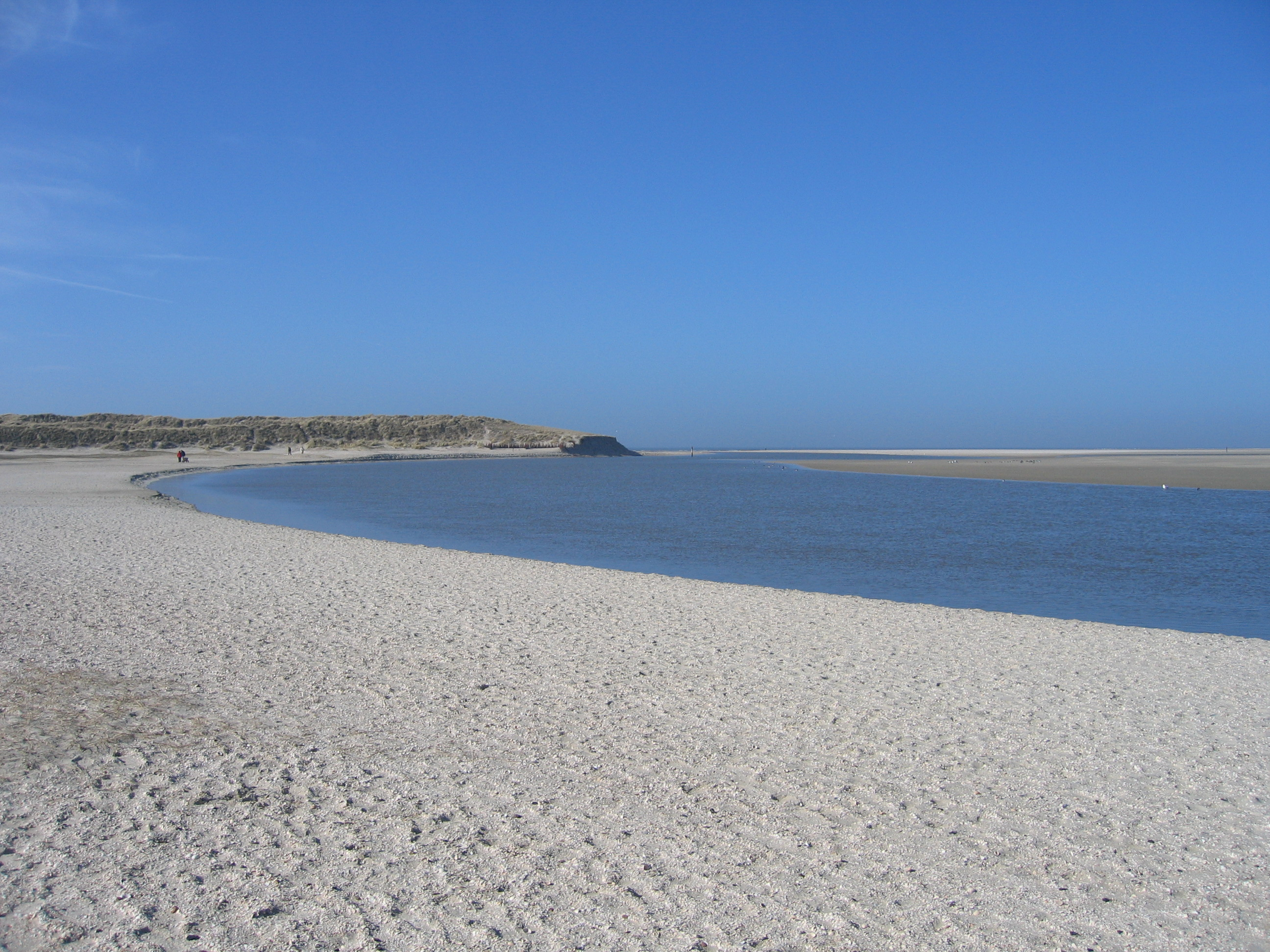
Линия уреза воды

Уре́з воды́ (реже береговая линия) — линия пересечения водной поверхности любого бассейна (водотока рек или водоёма) с поверхностью суши. По высотной отметке уреза воды определяется высота водотока (водоёма) над уровнем моря.

По плановому положению уреза воды определяется граница водотока или водоёма.

## Изменение уреза воды
Урез воды непостоянен: на его высотное положение и плановую конфигурацию влияют колебания уровня воды в водотоке (водоёме).
Такие изменения могут вызываться различными причинами:
- Изменением характера берега (опускание или поднятие суходола-суши):
  - эрозия;
  - абразия;
  - постоянные колебания уровня Мирового океана
  - землетрясения;
  - деятельность человека (например, производство берегоукрепительных работ).
- Непосредственно колебаниями уровня воды в бассейне:
  - половодье (таяние снегов весной) и дождевые паводки;
  - засуха;
  - приливы и отливы;
  - нагоны и сгоны воды;
  - сезонных и суточных колебаний уровня воды (например, в результате функционирования ГЭС).

Кроме того, причины могут быть классифицированы по другим критериям:
- По воздействию человека:
  - природные;
  - антропогенные.
- По обратимости:
  - Обратимые (периодические);
  - Необратимые.

## Виды урезов
Вследствие указанных причин различают урезы вод:
- максимальные;
- минимальные;
- средние.

Среднегодовой урез воды соответствует ординару.